# Minimal house
El minimal house, también llamado microhouse, click house o buftech es un género musical surgido de la fusión entre el house y el minimal. Estos nombres tienen su origen en que al comienzo del género, la mayoría de los sonidos eran sampleos con un decay muy corto, lo que hacía que sonaran como pequeños clicks o versiones microscópicas del sonido original.

## Artistas notables
- Rodri Palermo
- Akufen
- Anders Ilar
- Andreas Tilliander
- Anthony Ruiz
- Aril Brikha
- Bruno Pronsato
- David San
- Deadbeat
- Decomposed Subsonic
- Dettinger
- Lovebirds
- Dominik Eulberg
- Etro Hahn
- Farben
- Far & Deep
- Bisouh (Fco Cho)
- Herman Saiz
- The Field
- Priku
- NTFO
- Giomar M.
- Gui Boratto
- Isolée
- Jackson and his Computer Band
- John Tejada
- K-amtron
- Kit Clayton
- Luomo (a.k.a. Vladislav Delay)
- Luigi Antorveza
- Luixar KL
- Franco Cinelli
- Matthew Dear (a.k.a. Audion, False & Jabberjaw)
- Matthew Herbert
- Ricardo Villalobos
- Spoonbill
- Stimming
- Superpitcher

- Datos: Q750811